# Томас Тью
Томас Тью (англ. Thomas Tew; помер у вересні 1695 року), також відомий як пірат з Род-Айленда — англійський капер XVII століття, який навернувся до піратства. Він здійснив дві великі піратські подорожі і став піонером піратського маршруту, який пізніше став відомим як Піратський раунд. По цьому маршруту пізніше ходило багато інших сумнозвісних піратів, зокрема Генрі Еврі та Вільям Кідд.

## Біографія
Відомо, що Томас Тью жив з родиною на Род-Айленді з 1640 року, але місце його народження невідоме. Можливо, він народився вже в Новій Англії, проте згідно іншої гіпотезе він народився в Мейдфорді, Нортгемптоншир, Англія, перш ніж емігрувати до американських колоній у дитинстві зі своєю сім'єю, хоча на її підтвердження є лише непрямі докази. Свого часу він жив у Ньюпорті на острові Род-Айленд. Повідомляється, що він був одружений і мав двох дочок. Згідно з одним джерелом, після того, як Тью розбагатів, його дружина та діти насолоджувались своїм статусом у вищому товаристві Нью-Йорка, але цьому немає жодних документальних підтверджень.
У 1691 році Тью перебрався на Бермуди. Є свідчення, що на той час він уже мав репутацію пірата, але жоден сучасний історик не визначив, чи була ця репутація заслужена. Можливо, він займався легальним каперством і нападав на французькі та іспанські кораблі. Він перебував у тісних стосунках з піратським капітаном Річардом Вантом, який був його найближчим союзником. Вант став першим помічником Тью у його першому піратському круїзі і плив на власному кораблі «Dolphin», тоді як Тью був капітаном на «Amity».

### Перший піратський рейд

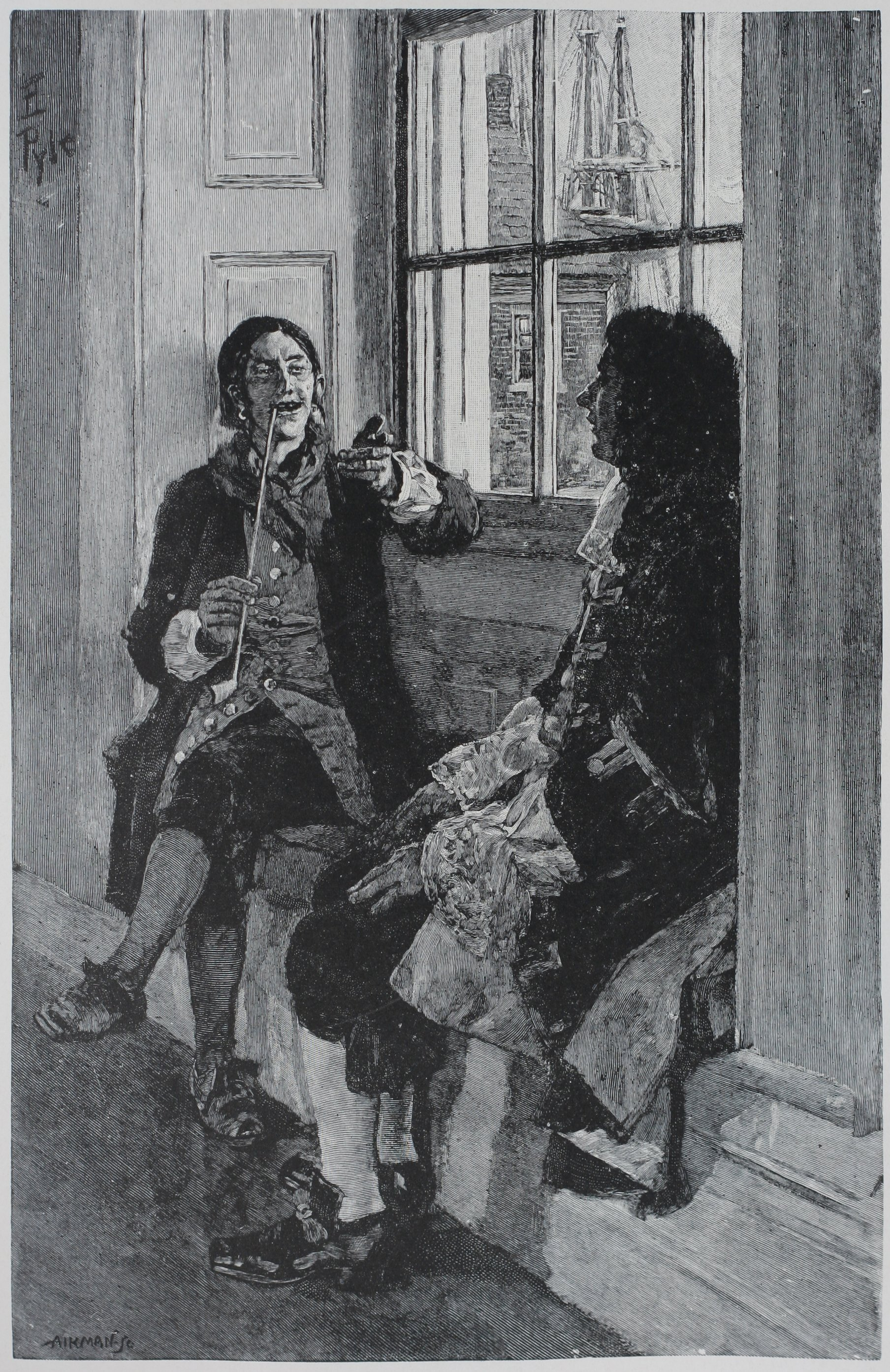
Говард Пайл. Томас Тью розповідає про свої подорожі своєму другові, губернатору Нью-Йорка Флетчеру.

У 1692 році Томас Тью та ще один капітан отримали каперські свідоцтва від лейтенант-губернатора Бермудських островів, які дозволяли напад і знищення французької факторії на узбережжі Західної Африки у сучасній Гамбії. Консорціум бермудських підприємців надав йому 70-тонний шлюп «Amity», озброєний вісьмома гарматами та екіпажем з 46 офіцерів та матросів. Тью відплив у грудні разом з буканьєром, капером і піратом Джорджем Дью, який йшов на власному судні. Незабаром після виходу з порту їх розлучив шторм і пошкоджений корабель Дью, що втратив щоглу, самостійно добрався до затоки Салданья в Південній Африці, де його заарештували голландці. Незабаром після виходу з Бермудських островів Тью оголосив команді про свій намір звернутися до піратства і запросив її підтримки, оскільки він не міг вдатись до незаконних дій без їхньої згоди. Як повідомляється, команда Тью відповіла вигуком — «В золотих прикрасах або на дерев'яній нозі, ми будемо з тобою!». Згідно звичайної піратської практики, щоб збалансувати владу капітана, екіпаж корабля Томаса обрав квотермейстера.
Наприкінці 1693 року Тью досяг Червоного моря і напав тут на велике мусульманське дау типу ганджа, що прямувало з Індії до Єгипту, що належав Османській імперії. Екіпаж дау здався без серйозного опору, не завдавши втрат нападникам. Пірати Тью захопили на кораблі скарби вартістю 100 000 фунтів стерлінгів лише в золоті та сріблі, не враховуючи вартості слонової кістки, прянощів, дорогоцінних каменів і шовку. Пізніше 45 чоловік Тью отримали частки в розмірі від 1200 до 3000 фунтів стерлінгів на людину, а сам Тью вимагав собі близько 8000 фунтів стерлінгів. Тью закликав свою команду продовжувати вистежувати та грабувати інші кораблі що курсували між Індією та Єгиптом, але він був змушений поступитись протилежній думці квотермейстера, який наполягав на поверненні. Тью розвернув свій корабель назад до мису Доброї Надії, зробивши зупинку у піратському поселенні Адама Болдріджа на острові Сент-Марі біля Мадагаскара, щоб зробити кілювання та поповнити припаси.
Тью досяг Ньюпорта в квітні 1694 року. Бенджамін Флетчер, королівський губернатор провінції Нью-Йорк, став його хорошим другом і вони товаришували сім'ями.

### Другий піратський рейд
У листопаді 1694 року Тью придбав у Флетчера нове каперське свідоцтво і вирушив у ще один піратський рейд. Цього разу його екіпаж налічував від 30 до 40 чоловік. Під час цого другого плавання штурманом на кораблі Томаса «Amity» служив Джон Айрленд, який після затримання стверджував, що і він, і Тью були примушені до піратства повсталим екіпажем шлюпа. Згідно з його свідченням, екіпаж погрожував парі вже під час переходу з Нью-Йорка до Бостона, щоб підготуватися до каперства проти французів. До того часу, коли «Amity» досяг Мадагаскару, Тью, очевидно, збільшив свій екіпаж до 50 або 60 чоловік.
Вони прибули до Баб-ель-Мандебської протоки в гирлі Червоного моря в серпні 1695 року і зустріли тут кораблі кількох інших піратів, які сподівалися повторити його попередній успіх, включаючи Генрі Еврі на потужно озброєному військовому кораблі «Fancy», а також інших капітанів з Род-Айленда — Джозефа Фаро, Томаса Вейка, Вільяма Мея і Річарда Вонта. Тью та інші капітани піратів вирішили надалі діяти разом.
У вересні 1695 року конвой з 25 могольських кораблів, що повертався з Мекки до індійського Сурату підійшов до Баб-ель-Мандебської протоки і прослизнувши вночі повз піратів. Тью та інші пірптські кораблі розпочали переслідування, що продовжувалось кілька днів. Тью на своєму «Amity» напав на один із могольських кораблів, яким, як вважають, був «Fateh Muhammed». Під час битви Тью розірвало прямим потраплянням ядра від гарматного пострілу. Деморалізовані нападники здалися, хоча пізніше були звільнені, коли «Fateh Muhammed» був все ж таки захоплений «Fancy» на чолі з Генрі Еврі. Після загибелі Тью «Amity» під командою Джона Айрланда припинив подальше переслідування могольських кораблів і повернулися на Мадагаскар до поселення Адама Болдріджа для ремонту. Пізніше екіпаж Тью замінив «Amity» на корабель «Charming Mary» Річарда Гловера і грабував кораблі в Індійському океані під керівництвом капітана Річарда Боббінгтона.

## Спадщина

Прапор, що приписується Томасу Тью

Місце поховання Тью невідоме, скорше за все це відбулось у морі. Згідно з певними відомостями він був батьком Рацімілахо, людини, яка створила королівство на східному узбережжі Мадагаскару. Крім того, стверджується, що Тью був одним із засновників таємничої (і деякі вважають вигаданої) піратської колонії Лібертатія. Король Вільгельм III Оранський відправив і Індійський океан на боротьбу з піратами, зокрема з Генрі Еврі, Томасом Тью та Джоном Айрландом, спеціально найнятий каперський корабель на чолі з капітаном Вільямом Кіддом, але на той час, коли Кідд відплив з Англії, Тью вже був мертвий.

## Прапор Веселий Роджер
Особистий штандарт Тью часто зображують у вигляді прапора з білою рукою, що тримає короткий меч на чорному полі. Подібний дизайн використовував букан'єр Едмунд Кук, але замість чорного поля у нього було смугасте червоно-жовте. Однак в джерелах того часу немає жодних свідчень того, що Тью коли-небудь використовував подібний прапор і скорше за все це є вигадкою XX століття.